# Žana Pintusevič-Block
Žana Jurijivna Pintusevič-Block (dekliški priimek Tarnopolska; ukrajinsko Жанна Юріївна Пінтусевич-Блок, dekliški priimek ukrajinsko Тарнопольська), ukrajinska atletinja, * 6. julij 1972, Nižin, Sovjetska zveza.
Nastopila je na poletnih olimpijskih igrah v letih 1996, 2000 in 2004, leta 2000 je dosegla četrto mesto v teku na 100 m in sedmo v teku na 200 m, leta 1996 pa osmo mesto v teku na 100 m. Na svetovnih prvenstvih je osvojila zlato in srebrno medaljo v teku na 100 m ter zlato medaljo v teku na 200 m, na svetovnih dvoranskih prvenstvih bronasto medaljo v teku na 60 m, na evropskih prvenstvih dve srebrni medalji v teku na 200 m in eno v teku na 100 m, na evropskih dvoranskih prvenstvih pa naslov prvakinje v teku na 60 m. Leta 2011 je prejela dvoletno prepoved nastopanja zaradi dopinga, odvzeli so ji tudi medalji s Svetovnega prvenstva 2003 in  Svetovnega dvoranskega prvenstva 2003.